# Евгеновка (Костанайская область)
Евгеновка (каз. Евгенов) — село в Тарановском районе Костанайской области Казахстана. Административный центр и единственный населённый пункт Евгеновской сельской администрации. Код КАТО — 396443100.

## География
Село находится примерно в 57 км к юго-востоку от районного центра, села Тарановское.

## Население
В 1999 году население села составляло 1197 человек (596 мужчин и 601 женщина). По данным переписи 2009 года, в селе проживал 421 человек (203 мужчины и 218 женщин).
По данным на 1 июля 2013 года население села составляло 336 человек, в том числе:
- казахи — 218 чел.
- русские — 47 чел.
- украинцы — 31 чел.
- немцы — 22 чел.
- другие национальности — 18 чел.

Всего в селе проживают представители 8 национальностей.